# Академики НАН Казахстана

## Академики НАО НАН РК
Академики нового Некоммерческого акционерного общества (НАО) НАН РК с 2024 года.
| ФИО                               | Отделение | звание   | год присвоения |
| --------------------------------- | --- | -------- | -------------- |
| Куришбаев, Ахылбек Кажигулович    | | Академик | 7 марта 2024   |
| Билялов, Дархан Нурланович        | | Академик | 7 марта 2024   |
| Джумадильдаев, Аскар Серкулович   | | Академик | 7 марта 2024   |
| Акшулаков, Серик Куандыкович      | О жизни и здоровье                                                                                              | Академик | 25 июня 2024   |
| Локшин, Вячеслав Нотанович        | О жизни и здоровье                                                                                              | Академик | 25 июня 2024   |
| Здоровец, Максим Владимирович     | О земле, космосе и коммуникациях                                                                                | Академик | 25 июня 2024   |
| Рамазанов, Тлеккабул Сабитович    | О земле, космосе и коммуникациях                                                                                | Академик | 25 июня 2024   |
| Дурвудхан, Сураган                | О земле, космосе и коммуникациях                                                                                | Академик | 25 июня 2024   |
| Туруспеков Ерлан Кенесбекович     | О земле, космосе и коммуникациях                                                                                | Академик | 25 июня 2024   |
| Пя, Юрий Владимирович             | О жизни и здоровье (по направлению «Медицина и здравоохранение»)                                                | Академик | 25.11.2024     |
| Кайдарова, Диляра Радиковна       | О жизни и здоровье (по направлению «Медицина и здравоохранение»)                                                | Академик | 25.11.2024     |
| Калтаев, Айдархан                 | «О земле, космосе и коммуникациях» (по направлениям «Естественные науки» и «Инжиниринг и технологии»)           | Академик | 25.11.2024     |
| Телтаев, Багдат Бурханбайулы      | «О земле, космосе и коммуникациях» (по направлениям «Естественные науки» и «Инжиниринг и технологии»)           | Академик | 25.11.2024     |
| Бакенов, Жумабай Бекболатович     | «О земле, космосе и коммуникациях» (по направлениям «Естественные науки» и «Инжиниринг и технологии»)           | Академик | 25.11.2024     |
| Батырбеков, Эрлан Гадлетович      | «О земле, космосе и коммуникациях» (по направлениям «Естественные науки» и «Инжиниринг и технологии»)           | Академик | 25.11.2024     |
| Орынбаев, Мухит Бармакулы         | «Об агробиоресурсах и экологии» (по направлению «Сельскохозяйственные и ветеринарные науки»)                    | Академик | 25.11.2024     |
| Таймагамбетов, Жакен Кожахметович | Об образовании и общественном развитии» (по направлениям «Социальные науки» и «Гуманитарные науки и искусство») | Академик | 25.11.2024     |

## Ставшие академиком после 25 марта 2020 года
1. Мырзакулов, Ратбай, физ-мат, 2022

## Академики и члены-корреспонденты РООНАН РКна 25 марта 2020 года[5]
Академики и члены-корреспонденты Республиканского общественного объединения (РОО) «Национальная академия Республики Казахстан».
| ФИО                                     | Отделение                        | звание              | год присвоения |
| --------------------------------------- | -------------------------------- | ------------------- | -------------- |
| Адекенов, Сергазы Мынжасарович          | химико-технологических наук      | Академик            |                |
| Алияров, Бирлесбек Каниевич             | химико-технологических наук      | Академик            |                |
| Ашимов, Ундасын Байкенович              | химико-технологических наук      | Академик            | 2003           |
| Баешов, Абдуали Баешович                | химико-технологических наук      | Академик            |                |
| Бектуров, Есен Абикенович               | химико-технологических наук      | Академик            | 2003           |
| Бисенов, Кылышбай Алдабергенович        | химико-технологических наук      | Академик            |                |
| Буркитбаев, Мухамбеткали                | химико-технологических наук      | Академик            |                |
| Газалиев, Арыстан Мауленович            | химико-технологических наук      | Академик            | 2003           |
| Елигбаева, Гульжахан Жакпаровна         | химико-технологических наук      | Академик            | 2012           |
| Журинов, Мурат Журинович                | химико-технологических наук      | Академик            | 1994           |
| Закумбаева, Гаухар Дауленовна           | химико-технологических наук      | Академик            | 1994           |
| Кулажанов, Куралбек                     | химико-технологических наук      | Академик            |                |
| Кулажанов, Талгат Куралбекович          | химико-технологических наук      | Академик            | 2012           |
| Мамбетказиев, Ережеп Альхаирович        | химико-технологических наук      | Академик            | 2003           |
| Мулдахметов, Зайнулла Мулдахметович     | химико-технологических наук      | Академик            | 1989           |
| Мулдахметов, Марат Зайнуллович (каз.)   | химико-технологических наук      | Академик            |                |
| Мырхалыков, Жумахан Ушкемпирович (каз.) | химико-технологических наук      | Академик            |                |
| Пралиев, Калдыбек Джайлауович           | химико-технологических наук      | Академик            | 2003           |
| Рахимов, Кайролла Дюсенбаевич           | химико-технологических наук      | Академик            |                |
| Сулейменов, Жусупбек Таширбаевич        | химико-технологических наук      | Академик            | 2003           |
| Тулеуов, Бораш Игликович                | химико-технологических наук      | Академик            |                |
| Фазылов, Серик Драхметович (каз.)       | химико-технологических наук      | Академик            |                |
| Атажанова, Гаянэ Абулхакимовна          | химико-технологических наук      | Члены-корреспондент | 2012           |
| Буркеев, Мейрам Жунусович               | химико-технологических наук      | Члены-корреспондент |                |
| Газалиева, Меруерт Арстановна           | химико-технологических наук      | Члены-корреспондент |                |
| Джусипбеков, Умирзак Жумасилович        | химико-технологических наук      | Члены-корреспондент |                |
| Едрисов, Азамат Тиржанович              | химико-технологических наук      | Члены-корреспондент |                |
| Итжанова, Хорлан Искожиевна             | химико-технологических наук      | Члены-корреспондент | 2012           |
| Нухулы, Алтынбек                        | химико-технологических наук      | Члены-корреспондент |                |
| Сатаев, Марат Исакович                  | химико-технологических наук      | Члены-корреспондент | 2012           |
| Сейтжанов, Серикжан                     | химико-технологических наук      | Члены-корреспондент |                |
| Тажбаев, Еркеблан Муратович             | химико-технологических наук      | Члены-корреспондент |                |
| Телтаев, Багдат Бурханбайулы            | химико-технологических наук      | Члены-корреспондент |                |
| Абдраимов, Сейфулла Абдраимович         | аграрных наук                    | Академик            | 2003           |
| Айтбаев, Темиржан Еркасович (каз.)      | аграрных наук                    | Академик            | 2012           |
| Байзаков, Сабит Байзакович              | аграрных наук                    | Академик            | 1996           |
| Байбараков, Ешимбет Байбаракович        | аграрных наук                    | Академик            | 2003           |
| Голиков, Владимир Андреевич             | аграрных наук                    | Академик            | 2003           |
| Грибановский, Анатолий Павлович         | аграрных наук                    | Академик            | 1996           |
| Григорук, Владимир Васильевич           | аграрных наук                    | Академик            | 2003           |
| Дюсенбеков, Зайролла Дюсенбекович       | аграрных наук                    | Академик            | 1996           |
| Егоров, Николай Петрович †              | аграрных наук                    | Академик            | 2003           |
| Елюбаев, Сагинтай Зекенович             | аграрных наук                    | Академик            |                |
| Есполов, Тлектес Исабаевич              | аграрных наук                    | Академик            | 2008           |
| Есполов, Айдос Тлектесович              | аграрных наук                    | Академик            |                |
| Изтаев, Ауелбек Изтаевич                | аграрных наук                    | Академик            | 2003           |
| Исмухамбетов, Жумабай Дильмагамбетович  | аграрных наук                    | Академик            | 2003           |
| Калиев, Гани Алимович                   | аграрных наук                    | Академик            |                |
| Кешуов, Сейтказы Асылсеитович (каз.)    | аграрных наук                    | Академик            |                |
| Кененбаев, Серик Барменбекович (каз.)   | аграрных наук                    | Академик            |                |
| Куришбаев, Ахылбек Кажигулович          | аграрных наук                    | Академик            |                |
| Мадиев, Ускенбай Кабулбекович           | аграрных наук                    | Академик            | 2003           |
| Мейрманов, Галиолла Тулендинович        | аграрных наук                    | Академик            | 2003           |
| Мельдебеков, Алихан Мельдебекович       | аграрных наук                    | Академик            |                |
| Pay, Алексей Григорьевич (каз.)         | аграрных наук                    | Академик            | 2004           |
| Сагитов, Абай Оразович                  | аграрных наук                    | Академик            | 2003           |
| Садыкулов, Тулеухан                     | аграрных наук                    | Академик            |                |
| Сарбасов, Толеуали Ибрагимович          | аграрных наук                    | Академик            | 2003           |
| Сатыбалдин, Азимхан Абилкаирович        | аграрных наук                    | Академик            | 2004           |
| Сулейменов, Женисбек Жумагалиевич       | аграрных наук                    | Академик            |                |
| Сулейменов, Мехлис Касимович            | аграрных наук                    | Академик            | 1990           |
| Тиреуов, Канат Маратович                | аграрных наук                    | Академик            | 2012           |
| Укбаев, Хисемидулла Исхакович           | аграрных наук                    | Академик            | 2012           |
| Уразалиев, Рахим Алмабекович            | аграрных наук                    | Академик            | 1996           |
| Чоманов, Уришбай Чоманович              | аграрных наук                    | Академик            | 2003           |
| Баймуканов, Дастанбек Асылбекович       | аграрных наук                    | Члены-корреспондент | 2012           |
| Канжигитов, Еркимбек Каныбекович        | аграрных наук                    | Члены-корреспондент |                |
| Наметов, Аскар Мырзахметович            | аграрных наук                    | Члены-корреспондент | 2012           |
| Насиев, Бейбит Насиевич                 | аграрных наук                    | Члены-корреспондент | 2012           |
| Нукешев, Саяхат Оразович                | аграрных наук                    | Члены-корреспондент | 2012           |
| Омбаев, Абдирахман Молданазарович       | аграрных наук                    | Члены-корреспондент |                |
| Орынбаев, Мухит Бармакулы               | аграрных наук                    | Члены-корреспондент |                |
| Оспанов, Асан Бекешович                 | аграрных наук                    | Члены-корреспондент |                |
| Оспанов, Серик Рапильбекович            | аграрных наук                    | Члены-корреспондент |                |
| Рахимбеков, Толеутай Сатаевич           | аграрных наук                    | Члены-корреспондент |                |
| Сансызбаев, Абылай Рысбайулы            | аграрных наук                    | Члены-корреспондент |                |
| Абдильдин, Жабайхан Мубаракович         | социальных наук                  | Академик            | 1983           |
| Абдильдина, Раушан Жабайхановна         | социальных наук                  | Академик            |                |
| Абылкасымова, Алма Есимбековна          | социальных наук                  | Академик            |                |
| Ахметова, Гульнас Кенжетаевна           | социальных наук                  | Академик            |                |
| Аяшев, Оналбай Аяшевич                  | социальных наук                  | Академик            |                |
| Базарбаева, Зейнеп Муслимовна           | социальных наук                  | Академик            |                |
| Баймаханов, Мурат Таджи-Муратович       | социальных наук                  | Академик            |                |
| Баймуратов, Ураз Баймуратович           | социальных наук                  | Академик            | 2003           |
| Байтанаев, Бауыржан Абишевич            | социальных наук                  | Академик            | 2012           |
| Досманбетов, Бакберген Сарсенович       | социальных наук                  | Академик            |                |
| Есим, Гарифолла Есимович                | социальных наук                  | Академик            |                |
| Әбжанов, Ханкелді Махмұтұлы (каз.)      | социальных наук                  | Академик            |                |
| Исмагулов, Оразак Исмагулович           | социальных наук                  | Академик            |                |
| Калижанов, Уалихан Калижанулы           | социальных наук                  | Академик            |                |
| Камзабекулы, Дихан                      | социальных наук                  | Академик            |                |
| Карибаев, Берекет Бакытжанулы           | социальных наук                  | Академик            |                |
| Каскабасов, Сеит Аскарович              | социальных наук                  | Академик            |                |
| Кирабаев, Нур Серикович                 | социальных наук                  | Академик            |                |
| Кожамжарова, Дариякул Пернешкызы        | социальных наук                  | Академик            |                |
| Койгелдиев, Мамбет Кулжабаевич          | социальных наук                  | Академик            |                |
| Кулибаев, Талгат Аскарович (каз.)       | социальных наук                  | Академик            |                |
| Кулибаева, Динара Нурсултановна         | социальных наук                  | Академик            |                |
| Кул-Мухаммед, Мухтар Абрарулы           | социальных наук                  | Академик            |                |
| Кумеков, Булат Ешмухамбетович           | социальных наук                  | Академик            |                |
| Кунанбаева, Салима Сагиевна             | социальных наук                  | Академик            |                |
| Кунантаева, Куляш Кунантаевна           | социальных наук                  | Академик            |                |
| Курманалиев, Каримбек Арыстанбекович    | социальных наук                  | Академик            |                |
| Курманбайулы, Шерубай (каз.)            | социальных наук                  | Академик            |                |
| Кшибеков, Досмухамед Кшибекович         | социальных наук                  | Академик            |                |
| Қыдырәлі, Дархан Қуандықұлы             | социальных наук                  | Академик            |                |
| Назарбаев, Нурсултан Абишевич           | социальных наук                  | Академик            |                |
| Нурманбетова, Джамиля Нусупжановна      | социальных наук                  | Академик            |                |
| Нысанбаев, Абдумалик Нысанбаевич        | социальных наук                  | Академик            |                |
| Омаров, Бауыржан Жумаханулы             | социальных наук                  | Академик            |                |
| Пралиев, Серик Жайлауович †             | социальных наук                  | Академик            |                |
| Сабикенов, Салахиден Нурсариевич (каз.) | социальных наук                  | Академик            |                |
| Сейдуманов, Серик Турарович             | социальных наук                  | Академик            |                |
| Сейтешев, Ажес Петрович                 | социальных наук                  | Академик            |                |
| Сманов, Бактияр Урисбаевич              | социальных наук                  | Академик            |                |
| Сулейменов, Майдан Кунтуарович          | социальных наук                  | Академик            |                |
| Сыдыков, Ерлан Батташевич               | социальных наук                  | Академик            |                |
| Тажин, Марат Муханбетказиевич           | социальных наук                  | Академик            |                |
| Таймагамбетов, Жакен Кожахметулы        | социальных наук                  | Академик            |                |
| Шаукенова, Зарема Каукеновна            | социальных наук                  | Академик            |                |
| Абдырайым, Бакытжан Жарылкасынулы       | социальных наук                  | Члены-корреспондент |                |
| Абсаттаров, Раушанбек                   | социальных наук                  | Члены-корреспондент |                |
| Абусеитова, Меруэрт Хуатовна            | социальных наук                  | Члены-корреспондент |                |
| Бектурганов, Абдиманап Еликбаевич       | социальных наук                  | Члены-корреспондент |                |
| Бижанов, Ахан Хусаинович                | социальных наук                  | Члены-корреспондент |                |
| Джолдасбекова, Баян Умирбековна         | социальных наук                  | Члены-корреспондент |                |
| Дулатбеков, Нурлан Орынбасарович        | социальных наук                  | Члены-корреспондент |                |
| Жакып, Бауыржан Амиржанулы              | социальных наук                  | Члены-корреспондент |                |
| Кабульдинов, Зиябек Ермуханович         | социальных наук                  | Члены-корреспондент |                |
| Кенжебаев, Габит Капезович              | социальных наук                  | Члены-корреспондент |                |
| Кулсариева, Актолкын Турлукановна       | социальных наук                  | Члены-корреспондент |                |
| Қажыбек, Ерден Задаұлы                  | социальных наук                  | Члены-корреспондент |                |
| Матыжанов, Кенжехан Слямжанович         | социальных наук                  | Члены-корреспондент |                |
| Нуркатова, Ляззат Толегеновна           | социальных наук                  | Члены-корреспондент |                |
| Оразбаева, Фаузия Шамсиевна             | социальных наук                  | Члены-корреспондент |                |
| Садыков, Еркин Токмухамедович           | социальных наук                  | Члены-корреспондент |                |
| Сейтахметова, Наталья Львовна           | социальных наук                  | Члены-корреспондент |                |
| Шәріп, Амантай Жарылқасынұлы            | социальных наук                  | Члены-корреспондент |                |
| Абсаметов, Малис Кудысович (каз.)       | геологии и технических наук      | Академик            |                |
| Адилов, Жексенбек Макеевич              | геологии и технических наук      | Академик            |                |
| Бейсенова, Алия Сарсеновна              | геологии и технических наук      | Академик            |                |
| Бейсембетов, Искандер Калыбекович       | геологии и технических наук      | Академик            |                |
| Бектурганов, Нуралы Султанович          | геологии и технических наук      | Академик            |                |
| Бишимбаев, Валихан Козыкеевич           | геологии и технических наук      | Академик            |                |
| Буктуков, Николай Садвакасович          | геологии и технических наук      | Академик            |                |
| Дьячков, Борис Александрович †          | геологии и технических наук      | Академик            |                |
| Даукеев, Серикбек Жусупбекович          | геологии и технических наук      | Академик            |                |
| Жарменов, Абдрасул Алдашевич            | геологии и технических наук      | Академик            |                |
| Каюпов, Малик Арыктаевич                | геологии и технических наук      | Академик            |                |
| Кожахметов, Султанбек Мырзахметович     | геологии и технических наук      | Академик            |                |
| Курскеев, Абдрахман Козлоевич           | геологии и технических наук      | Академик            |                |
| Левинтов, Борис Львович †               | геологии и технических наук      | Академик            |                |
| Медеу, Ахметкал Рахметуллаевич          | геологии и технических наук      | Академик            |                |
| Оздоев, Султан Мажитович                | геологии и технических наук      | Академик            |                |
| Ракишев, Баян Ракишевич                 | геологии и технических наук      | Академик            |                |
| Северский, Игорь Васильевич             | геологии и технических наук      | Академик            |                |
| Сулеев, Досым Касымович                 | геологии и технических наук      | Академик            |                |
| Абсадыков, Бахыт Нарикбаевич            | геологии и технических наук      | Члены-корреспондент |                |
| Абетов, Ауэз Егембердыевич              | геологии и технических наук      | Члены-корреспондент |                |
| Галиев, Сейтгали Жолдасович             | геологии и технических наук      | Члены-корреспондент |                |
| Енсепбаев, Талгат Аблаевич              | геологии и технических наук      | Члены-корреспондент |                |
| Жантаев, Жумабек Шабденамович           | геологии и технических наук      | Члены-корреспондент |                |
| Мухамеджанов, Мурат Абикенович          | геологии и технических наук      | Члены-корреспондент |                |
| Омаров, Хылыш Бейсенович                | геологии и технических наук      | Члены-корреспондент |                |
| Сеитов, Насипкали Сеитович †            | геологии и технических наук      | Члены-корреспондент |                |
| Сейтмуратова, Элеонора Юсуповна         | геологии и технических наук      | Члены-корреспондент |                |
| Таткеева, Галина Галимзяновна           | геологии и технических наук      | Члены-корреспондент |                |
| Шамганова, Ляззат Саевна                | геологии и технических наук      | Члены-корреспондент |                |
| Юсупов, Халидилла Абенович              | геологии и технических наук      | Члены-корреспондент |                |
| Акшулаков, Серик Куандыкович            | биологических и медицинских наук | Академик            |                |
| Алиякпаров, Макаш Тыныштыкбаевич        | биологических и медицинских наук | Академик            |                |
| Алчинбаев, Мирзакарим Каримович (каз.)  | биологических и медицинских наук | Академик            |                |
| Арзыкулов, Жеткерген Анесович (каз.)    | биологических и медицинских наук | Академик            |                |
| Ахматуллина, Назира Бадретдиновна       | биологических и медицинских наук | Академик            |                |
| Баймаханов, Болатбек Бимендиевич        | биологических и медицинских наук | Академик            |                |
| Бенберин, Валерий Васильевич            | биологических и медицинских наук | Академик            |                |
| Берсимбаев, Рахметкажи Искендирович     | биологических и медицинских наук | Академик            |                |
| Бисенбаев, Амангельды Куанбаевич        | биологических и медицинских наук | Академик            |                |
| Бишимбаева, Назира Козыкеевна           | биологических и медицинских наук | Академик            |                |
| Дюсембин, Хабдрахман Дюсембинович       | биологических и медицинских наук | Академик            |                |
| Жамбакин, Кабыл Жапарович (каз.)        | биологических и медицинских наук | Академик            |                |
| Заядан, Болатхан Казыханулы (каз.)      | биологических и медицинских наук | Академик            |                |
| Кайдарова, Диляра Радиковна             | биологических и медицинских наук | Академик            |                |
| Кузденбаева, Раиса Салмаганбетовна      | биологических и медицинских наук | Академик            |                |
| Кулмагамбетов, Ильяс Райханович (каз.)  | биологических и медицинских наук | Академик            |                |
| Локшин, Вячеслав Нотанович              | биологических и медицинских наук | Академик            |                |
| Муминов, Талгат Аширович                | биологических и медицинских наук | Академик            |                |
| Ормантаев, Камал Саруарович             | биологических и медицинских наук | Академик            |                |
| Раисов, Тулеген Казезович               | биологических и медицинских наук | Академик            |                |
| Рахимбаев, Избасар Рахимбаевич          | биологических и медицинских наук | Академик            |                |
| Тулебаев, Раис Кажкенович               | биологических и медицинских наук | Академик            |                |
| Шайдаров, Мажит Зейнуллович             | биологических и медицинских наук | Академик            |                |
| Шарманов, Торегельды Шарманович         | биологических и медицинских наук | Академик            |                |
| Абдрасилов, Болатбек Серикбаевич        | биологических и медицинских наук | Члены-корреспондент |                |
| Балмуханова, Айгуль Владимировна        | биологических и медицинских наук | Члены-корреспондент |                |
| Березин, Владимир Элеазарович           | биологических и медицинских наук | Члены-корреспондент |                |
| Ботабекова, Турсунгуль Кобжасаровна     | биологических и медицинских наук | Члены-корреспондент |                |
| Кохметова, Алма Мырзабековна            | биологических и медицинских наук | Члены-корреспондент |                |
| Макашев, Ербулат Капанович              | биологических и медицинских наук | Члены-корреспондент |                |
| Нургожин, Талгат Сейтжанович            | биологических и медицинских наук | Члены-корреспондент |                |
| Огарь, Наталья Петровна                 | биологических и медицинских наук | Члены-корреспондент |                |
| Раманкулов, Ерлан Мирхайдарович         | биологических и медицинских наук | Члены-корреспондент |                |
| Рахыпбеков, Толебай Косиябекович        | биологических и медицинских наук | Члены-корреспондент |                |
| Тулеуханов, Султан                      | биологических и медицинских наук | Члены-корреспондент |                |
| Аубакиров, Токтар Онгарбаевич           | физики, математики и информатики | Академик            |                |
| Ашимов, Абдыкаппар Ашимович             | физики, математики и информатики | Академик            |                |
| Байгунчеков, Жумадил Жанабаевич         | физики, математики и информатики | Академик            |                |
| Блиев, Назарбай Кадырович               | физики, математики и информатики | Академик            |                |
| Давлетов, Аскар Ербуланович             | физики, математики и информатики | Академик            |                |
| Джумадильдаев, Аскар Серкулович         | физики, математики и информатики | Академик            |                |
| Жумагулов, Бакытжан Турсынович          | физики, математики и информатики | Академик            |                |
| Калимолдаев, Максат Нурадилович         | физики, математики и информатики | Академик            |                |
| Кальменов, Тынысбек Шарипович           | физики, математики и информатики | Академик            |                |
| Кожамкулов, Толеген Абдисагиевич        | физики, математики и информатики | Академик            |                |
| Молдабеков, Мейрбек Молдабекович        | физики, математики и информатики | Академик            |                |
| Мукашев, Булат Нигметович               | физики, математики и информатики | Академик            |                |
| Мусабаев, Талгат Амангельдиевич         | физики, математики и информатики | Академик            |                |
| Мутанов, Галимкаир Мутанович            | физики, математики и информатики | Академик            |                |
| Мырзакулов, Ратбай                      | физики, математики и информатики | Академик            |                |
| Ойнаров, Рыскул                         | физики, математики и информатики | Академик            |                |
| Отелбаев, Мухтарбай Отелбаевич          | физики, математики и информатики | Академик            |                |
| Рамазанов, Тлеккабул Сабитович          | физики, математики и информатики | Академик            |                |
| Такибаев, Нургали Жабагаевич            | физики, математики и информатики | Академик            |                |
| Уалиев, Гахип Уалиевич                  | физики, математики и информатики | Академик            |                |
| Умирбаев, Уалбай Утмаханбетович         | физики, математики и информатики | Академик            |                |
| Харин, Станислав Николаевич             | физики, математики и информатики | Академик            |                |
| Абишев, Медеу Ержанович                 | физики, математики и информатики | Члены-корреспондент |                |
| Амиргалиев, Едилхан Несипханович        | физики, математики и информатики | Члены-корреспондент |                |
| Байжанов, Бектур Сембиулы               | физики, математики и информатики | Члены-корреспондент |                |
| Джумагулова, Карлыгаш Нурмановна        | физики, математики и информатики | Члены-корреспондент |                |
| Ихсанов, Ерсаин Валитханович            | физики, математики и информатики | Члены-корреспондент |                |
| Косов, Владимир Николаевич              | физики, математики и информатики | Члены-корреспондент |                |
| Кошеков, Кайрат Темирбаевич             | физики, математики и информатики | Члены-корреспондент |                |
| Кулпешов, Бейбут Шайыкович              | физики, математики и информатики | Члены-корреспондент |                |
| Садыбеков, Махмуд Абдысаметович         | физики, математики и информатики | Члены-корреспондент |                |
| Сураган, Дурвудхан                      | физики, математики и информатики | Члены-корреспондент |                |
| Темирбеков, Нурлан Муханович            | физики, математики и информатики | Члены-корреспондент |                |
| Тулешов, Амандык Куатович               | физики, математики и информатики | Члены-корреспондент |                |
| Уалиев, Заир Гахипович                  | физики, математики и информатики | Члены-корреспондент |                |

## Академики Национальной академии наук Казахстана (1946-2012)
Создан на основе энциклопедического справочника Учёные Казахстана. Алматы, 2012, Казахская энциклопедия. ISBN 9965-893-92-6 , 1 том По состоянию на 2012 год.
1. Абдулин, Айтмухамед Абдуллаевич, геол, 1979
2. Айталиев, Шмидт Мусаевич, тех, 1994
3. Айтбаев, Умирзак Айтбаевич, филол, 2003
4. Айтмухамбетов, Абай Ахметкалиевич, физ-мат, 2003
5. Айтхожин, Мурат Абенович, биол, 1983
6. Айтхожина, Нагима Абеновна, биол, 2003
7. Алтаев, Шаукат Алтаевич, тех, 1994
8. Алтынбеков, Бауэр Ембергенулы, мед, 2003
9. Алшинбаев, Мухтар Рахимович, тех, 2003
10. Амантаев, Бакет Амантаевич, филос, 2003
11. Асанов, Касим Абуович, с.-х., 1996
12. Асылбеков, Малик-Айдар Хантемирович, ист, 2003
13. Атчабаров, Бахия Атчабарович, мед, 2003
14. Аутов, Рахимжан Рахмединович, с.-х., 1997
15. Аханов, Жахан Уалишерович, биол, 2003
16. Ахматуллина, Назира Бадретдиновна, биол, 2004
17. Ахмедсафин, Уфа Мендыбаевич, геол, 1961
18. Ахметов, Заки Ахметович, филол, 1983
19. Абдильдин, Жабайхан Мубаракович, филос, 1983
20. Абдильдин, Мейрхан Мубаракулы, физ-мат, 2003
21. Абдраимов, Сейфулла Абдраимович, с.-х., 2003
22. Абдрахманов, Жаналык Ниязович, мед, 2003
23. Абдрахманов, Кайдар Айтжанович, геол, 2004
24. Абугалиев, Изтелеу Абугалиевич, с.-х., 1994
25. Адекенов, Сергазы Мынжасарович, хим, 2003
26. Адилов, Каиржан Наукебаевич, тех, 2003
27. Алиякпаров, Макаш Тыныштыкбаевич, мед, 2003
28. Алияров, Бирлесбек Каниулы, тех, 2004
29. Алиев, Мухтар Алиевич, мед, 1989
30. Амербаев, Вильжан Мавлютинович, физ-мат, 1990
31. Аубакиров, Яхия Аубакирович, экон, 1989
32. Ауэзов, Мухтар Омарханович, филол, 1946
33. Ашимбаев, Туймебай Ашимбаевич, экон, 1983
34. Ашимов, Абдыкаппар Ашимович, тех, 2003
35. Ашимов, Ундасын Байкенович, тех, 2003
36. Базанова, Найля Уразгуловна, биол, 1951
37. Байбараков, Ешимбет Байбаракович, экон, 2003
38. Байгунчеков, Жумадил Жанабаевич, тех, 2003
39. Байзаков, Сабит Байзакович, экон, 1996
40. Байконуров, Омирхан Аймагамбетович, тех, 1962
41. Баймаканов, Мурат Тажимуратович, юр, 1983
42. Баймуратов, Ораз Баймуратович, экон, 2003
43. Байпаков, Карл Молдахметович, ист, 2003
44. Байтулин, Иса Омарович, биол, 1989
45. Бактыбаев, Абильхайыр[каз.], физ-мат, 1996
46. Балабеков, Оразалы Сатимбекович, тех, 2003
47. Балгожин, Шабден Абдилгапарович, тех, 2003
48. Балмуханов, Саим Балуанович, мед, 1967
49. Батталова, Шарбан Батталовна, хим, 1989
50. Баимбетов, Фазылхан Баимбетович, физ-мат, 2003
51. Баишев, Сактаган Баишевич, экон, 1956
52. Бакенов, Мухтар Мукашевич, геол, 2003
53. Бейсембаев, Серикбай Бейсембаевич, ист, 1975
54. Бейсенова, Алия Сарсеновна, геогр, 2003
55. Беклемишев, Николай Дмитриевич, мед, 1975
56. Бектурганов, Нуралы Султанович, тех, 2003
57. Бектуров, Абикен Бектурович, тех, 1946
58. Бектуров, Есен Абикенович, хим, 2003
59. Беньковский, Василий Григорьевич, тех, 1967
60. Бердибаев, Рахманкул, филол, 2003
61. Берсимбаев, Рахметкажи Искендирович, биол, 2003
62. Бишимбаев, Валихан Козыкеевич, тех, 2003
63. Бияшев, Гакаш Закиевич, с.-х., 1967
64. Боев, Сергей Николаевич, вет, 1954
65. Бок, Иван Иванович, геол, 1954
66. Боос, Эрнст Гербертович, физ-мат, 2003
67. Боровский, Владимир Михайлович, с.-х., 1983
68. Борукаев, Рамазан Асланбекович, геол, 1954
69. Букетов, Евней Арстанович, тех, 1975
70. Быков, Борис Александрович, биол, 1961
71. Блиев, Назарбай Кадырович, физ-мат, 2003
72. Вернигор, Виктор Андреевич, с.-х., 1991
73. Веселов, Василий Васильевич, тех, 2004
74. Галузо, Илларион Григорьевич, биол, 1946
75. Гвоздев, Евгений Васильевич, биол, 1979
76. Гильманов, Мурат Курмашевич, биол, 2003
77. Голиков, Владимир Андреевич, тех, 2003
78. Горяев, Михаил Иванович, тех, 1946
79. Госсен, Эрвин Францевич, с.-х., 1992
80. Грибановский, Анатолий Павлович, тех, 1996
81. Григорук, Владимир Васильевич, экон, 2003
82. Грузинов, Владимир Константинович, тех, 1962
83. Газалиев, Арстан Мауленович, хим, 2003
84. Дарканбаев, Темирбай Байбусынович, биол, 1958
85. Даукеев, Серикбек Жусупбекович, геол, 2003
86. Диаров, Муфтах Диарович, геол, 2003
87. Добротин, Николай Алексеевич, физ-мат, 1967
88. Домбровский, Бронислав Александрович, биол, 1954
89. Досжанов, Турганбай Нурланович, биол, 2003
90. Дробжев, Виктор Иванович, физ-мат, 2003
91. Дюсембин, Хабдрахман Дюсембинович, биол, 2003
92. Дюсенбеков, Зайролла Дюсенбекович, с.-х., 1996
93. Дьячков, Борис Александрович, геол, 2003
94. Егоров, Николай Петрович, с.-х., 2003
95. Елемесов, Копмагамбет Елемесович, с.-х., 1996
96. Елешев, Рахимжан Елешевич, с.-х., 1996
97. Ергалиев, Гаппар Хасенович, геол, 2003
98. Ергожин, Едил Ергожаевич, хим, 1989
99. Ержанов, Жакан Сулейменович, тех, 1970
100. Ермолов, Пётр Васильевич, геол, 2003
101. Ершин, Шахбаз Алимгереевич, тех, 2003
102. Есенов, Шахмардан Есенович, геол, 1967
103. Есполов, Тлектес Исабаевич, экон, 2008
104. Есим, Гарифолла, филос, 2004
105. Джангалиев, Аймак Джангалиевич, биол, 2003
106. Джакелов, Абдикаппар Кенжебаевич, геол, 2003
107. Жарменов, Абдурасул Алдашевич, тех, 2003
108. Жаутыков, Орымбек Ахметбекович, физ-мат, 1962
109. Женсыкбаев, Александр Алипканович, физ-мат, 2003
110. Джолдасбеков, Умирбек Арисланович, тех, 1979
111. Жубанов, Ахмет Куанович, искус, 1946
112. Жубанов, Булат Ахметович, хим, 1975
113. Жубанов, Каир Ахметович, тех, 2003
114. Жумагулов, Бакытжан Турсынович, тех, 2009
115. Джумадильдаев, Аскар Серкулович, физ-мат, 2004
116. Джумалиев, Хажим Джумалиевич, филол, 1967
117. Жуматов, Хамза Жуматович, мед, 1967
118. Журинов, Мурат Журинович, хим, 1994
119. Закумбаева, Гаухар Дауленовна, хим, 1994
120. Захаров, Вадим Павлович, тех, 1958
121. Зиманов, Салык Зиманович, юр, 1967
122. Золотарёв, Теодор Лазаревич, тех, 1963
123. Зыков, Дмитрий Андреевич, с.-х., 1951
124. Зыков, Юрий Дмитриевич, с.-х., 1995
125. Ибрагимов, Шавкат Шигабутдинович, тех, 1970
126. Иванов, Николай Петрович, вет, 2003
127. Илялетдинов, Альфарид Низамович, биол, 1983
128. Исакова, Руфина Афанасьевна, тех, 2003
129. Исмухамбетов, Жумабай Дильмагамбетович, с.-х., 2003
130. Камалов, Сухан Максутович, геол, 2003
131. Кассин, Николай Григорьевич, геол, 1946
132. Кальменов, Тынысбек Шарипович, физ-мат, 2003
133. Кельман, Вениамин Моисеевич, физ-мат, 1962
134. Кенесбаев, Смет Кенесбаевич, филол, 1946
135. Козловский, Михаил Тихонович, хим, 1962
136. Корсунский, Моисей Израилевич, физ-мат, 1962
137. Кузденбаева, Раиса Салмаганбетовна, мед, 2003
138. Кумеков, Булат Ешмухамбетович, ист, 2003
139. Кузьмин, Валентин Петрович, с.-х., 1962
140. Курскеев, Абдрахман Козлоевич, геол, 2003
141. Кшибеков, Досмухамед, филос, 2003
142. Кабдулов, Зейнулла, филол, 1989
143. Кайдаров, Абдуали Туганбаевич, филол, 1983
144. Каюпов, Арыктай Каюпович, геол, 1972
145. Каюпов, Малик Арыктаевич, тех, 2003
146. Калиев, Гани Алимович, экон, 1996
147. Каратаев, Мухамеджан Кожаспаевич, филол, 1975
148. Каскабасов, Сеит Аскарович, филол, 2003
149. Касымов, Кулжабай Абдыхалыкулы, физ-мат, 2003
150. Кирабаев, Серик Смаилович, филол, 1994
151. Кожабеков, Зайнолла[каз.], биол, 1996
152. Кожамкулов, Толеген Абдисагиевич, физ-мат, 2009
153. Кожахметов, Султанбек Мырзахметович, тех, 1983
154. Козыбаев, Манаш Кабашевич, ист, 1989
155. Кунаев, Аскар Минлиахмедович, тех, 1981
156. Кунаев, Динмухамед Ахмедович, тех, 1952
157. Кошанов, Аманжол Кошанович, экон, 1989
158. Куватов, Рашид Юсупбекович, экон, 1995
159. Кулкыбаев, Габдулла Абдикожаевич, мед, 2003
160. Кулмагамбетов, Ильяс Райханович[каз.], мед, 1977
161. Кунантаева, Куляш Кунантайкызы, пед, 2003
162. Кипшакбаев, Иса Кипшакбаевич, тех, 2003
163. Латышев, Георгий Дмитриевич, физ-мат, 1958
164. Левинтов, Борис Львович, тех, 2003
165. Лукьянов, Алексей Тимофеевич, физ-мат, 1994
166. Мамыров, Нургали Кулшыманович, экон, 2003
167. Маргулан, Алькей Хаканович, ист, 1958
168. Мадиев, Ускенбай Кабулбекович, тех, 2003
169. Мамбетказиев, Ережеп Альхаирович, хим, 2003
170. Медеубеков, Кийлыбай Усенович, с.-х., 1996
171. Мейрманов, Галиолла Тулендинович, с.-х., 2003
172. Мелдебеков, Алихан Мелдебекович, с.-х., 2003
173. Михайлов, Владимир Владимирович, тех, 1958
174. Молдабеков, Мейрбек Молдабекович, тех, 2003
175. Мулдахметов, Зейнолла Мулдахметович, хим, 1989
176. Муканов, Сабит Муканович, филол?, 1954
177. Мукашев, Булат Нигматович, физ-мат, 1994
178. Мусаев, Кенесбай Мусаевич, филол, 2003
179. Мухамедгалиев, Фазул Мухамедгалиевич, биол, 1967
180. Мухамеджанов, Серик Мухамеджанович[каз.], геол, 1996
181. Мусрепов, Габит Махмутович, филол?, 1958
182. Мурзамадиев, Атжомарт Мурзамадиевич[каз.], биол, 2003
183. Надиров, Надир Каримович, хим, 1983
184. Назарбаев, Нурсултан Абишевич, экон, 1993
185. Нарибаев, Купжасар Нарибаевич, экон, 2003
186. Неменов, Леонид Михайлович, тех, 1962
187. Нечаев, Игорь Николаевич, с.-х., 2003
188. Ни, Леонид Павлович, тех, 1994
189. Нургали, Рымгали Нургалиевич, филол, 2003
190. Нурлыбаев, Абдрахман Турлыбаевич[каз.], геол-петр, 2003
191. Нурпеис, Кенес Нурпеисулы, ист, 2003
192. Нусупбеков, Акай Нусупбекович, ист, 1967
193. Нысанбаев, Абдималик Нысанбаевич, филос, 2003
194. Оздоев, Султан Мажитович, геол, 2003
195. Околович, Владимир Николаевич, физ-мат, 1989
196. Омаров, Ашим Курамбаевич, тех, 2003
197. Омаров, Тукен Бигалиевич, физ-мат, 2003
198. Уразалиев, Рахим Алмабекович, биол, 1996
199. Ормантаев, Камал Саруарович, мед, 1994
200. Отелбаев, Мухтарбай Отелбаевич, физ-мат, 2003
201. Павлов, Николай Васильевич, биол, 1946
202. Пальгов, Николай Николаевич[каз.], геогр, 1954
203. Паталаха, Евгений Иванович, геол, 2003
204. Пентковский, Мстислав Вячеславович, физ-мат, 1958
205. Персидский, Константин Петрович, физ-мат, 1951
206. Покровский, Сергей Николаевич, ист, 1951
207. Полосухин, Александр Порфирьевич, мед, 1954
208. Полухин, Пётр Иванович, тех, 1975
209. Полимбетова, Фатима Абулхаировна, биол, 2003
210. Пономарёв, Виктор Дмитриевич[каз.], тех, 1962
211. Пономарёва, Елизавета Ивановна[каз.], тех, 2004
212. Попов, Иван Иннокентьевич[каз.], тех, 1979
213. Пралиев, Калдыбай Джайловович, хим, 2003
214. Раисов, Толеген Казезович, биол, 2003
215. Рахимбаев, Избасар Рахимбаевич, биол, 2003
216. Рахишев, Алшынбай Рахишевич[каз.], мед, 2003
217. Ракишев, Баян Ракишевич, тех, 2003
218. Рау, Алексей Григорьевич, тех, 2004
219. Рафиков, Сагид Рауфович, хим, 1962
220. Рогов, Евгений Иванович, тех, 2003
221. Русаков, Михаил Петрович, геол, 1946
222. Сагадиев, Кенжегали Абенович, экон, 1994
223. Сагитов, Абай Оразович, биол, 2003
224. Сагинов, Абылкас Сагинович, тех, 1970
225. Садыков, Токмухамед Сальменович, ист, 2002
226. Сайдулдин, Тлеуберды Сайдулдинович, вет, 2000
227. Сапаргалиев, Гайрат Сапаргалиевич, юр, 2003
228. Сарбасов, Толеуали Ибрагимович, с.-х., 2003
229. Сартаев, Султан Сартаевич, юр, 1996
230. Сарыбаев, Шора Шамгалиевич, филол, 1983
231. Сатыбалдин, Азимхан Абилкаирович, экон, 2004
232. Сатыбалдин, Сагындык Сатыбалдиевич, экон, 2003
233. Сауранбаев, Нигмет Тналиевич, филол, 1946
234. Саятов, Марат Хусаинович, биол, 2004
235. Сабден, Оразалы Сабденович, экон, 2003
236. Сабикенов, Салахиден Нурсариевич[каз.], юр, 2003
237. Сарсембинов, Шамши Шарипович[каз.], физ-мат, 2003
238. Сатпаев, Каныш Имантаевич, геол, 1946
239. Северский, Игорь Васильевич, геогр, 2003
240. Сейтешев, Ажес Петрович, пед, 2003
241. Сейтбеков, Лесбек Сейтбекович[каз.], тех, 1995
242. Сейткасимов, Габдыгапар Сагитович[каз.], экон, 2003
243. Сембаев, Даурен Хамитович, хим, 2003
244. Сергалиев, Мырзатай Сергалиевич, филол, 2003
245. Сильченко, Митрофан Семёнович[каз.], филол, 1962
246. Исмагулов, Оразак Исмагулович, ист, 2003
247. Смирнов, Василий Иванович, тех, 1954
248. Сокольский, Дмитрий Владимирович, хим, 1951
249. Суворов, Борис Викторович[каз.], хим, 1983
250. Султангазин, Умирзак Махмутович, физ-мат, 1983
251. Сулеев, Досым Касымович, тех, 2008
252. Сулейменов, Жусупбек Таширбаевич, тех, 2003
253. Сулейменов, Майдан Кунтуарович, юр, 2003
254. Сулейменов, Мехлис Касымович, с.-х., 1990
255. Сулейменов, Рамазан Бимашевич, ист, 1989
256. Сулейменов, Султан Таширбаевич[каз.], тех, 1972
257. Сыдыков, Журмбек Сыдыкович, геол, 1989
258. Сызганов, Александр Николаевич, мед, 1955
259. Сыздыкова, Рабига Галиевна, филол, 2003
260. Тайманов, Асан Дабсович, физ-мат, 1962
261. Тажибаев, Тулеген Тажибаевич, пед, 1954
262. Такибаев, Жабага Сулейменович, физ-мат, 1958
263. Такибаев, Нургали Жабагаевич, физ-мат, 2003
264. Талипов, Шукур Талипович[каз.], хим, 1967
265. Ташенов, Болат Тулешович[каз.], физ-мат, 2003
266. Ташенов, Казис Ташенович, биол, 1994
267. Тельжанов, Мухамедханафия Тимирболатович, искус?, 2003
268. Тихов, Гавриил Адрианович, физ-мат, 1946
269. Тойшибеков, Макен Молдабаевич, с.-х., 2003
270. Токмурзин, Кыдырма Хамитович[каз.], хим, 2003
271. Токмурзин, Тайжан Хамитович[каз.], с.-х., 2002
272. Тулебаев, Райс Кажкенович, мед, 2003
273. Тулемисова, Клара Ахмедьевна, биол, 1993
274. Тулепбаев, Байдабек Ахмедович, ист, 1975
275. Туркебаев, Эдыге Айтжанович[каз.], экон, 2003
276. Уалиев, Гахип Уалиевич, тех, 2003
277. Усанович, Михаил Ильич, хим, 1962
278. Устименко, Борислав Петрович[каз.], тех, 2004
279. Укбаев, Хисемидулла Ысхакович, с.-х., 2003
280. Фесенков, Василий Григорьевич, физ-мат, 1946
281. Харин, Станислав Николаевич, физ-мат, 2001
282. Цефт, Адриан Лукьянович[каз.], тех, 1958
283. Часников, Иван Яковлевич, физ-мат, 2003
284. Шайхутдинов, Еренгаип Маликович, хим, 1994
285. Шарманов, Торегельды Шарманович, мед, 1994
286. Шаханов, Еламан[каз.], биол, 2004
287. Шлыгин, Евгений Дмитриевич, геол, 1972
288. Чоманов, Уришбай Чоманович, тех, 2003
289. Чокин, Шафик Чокинович, тех, 1954
290. Шигаева, Майя Хажетдиновна, биол, 2003
291. Щерба, Григорий Никифорович, геол, 1972
292. Изтаев, Ауелбек Изтаевич, тех, 2003
293. Изимбергенов, Намаз Изимбергенович, мед, 2004
294. Юшков, Серафим Владимирович, ист, 1946

## Иностранные академики Национальной академии наук Казахстана (2012 год)
1. Ренат Сулейманович Акчурин
2. Алфёров, Жорес Иванович
3. Велихов, Евгений Павлович (физик)
4. Мамадшо Илолович Илолов
5. Карабасов, Юрий Сергеевич
6. Керимов, Махмуд Керим оглы
7. Лавёров, Николай Павлович
8. Никольский, Сергей Михайлович
9. Осипов, Юрий Сергеевич
10. Патон, Борис Евгеньевич
11. Платэ, Николай Альфредович
12. Садовничий, Виктор Антонович
13. Студеникин, Митрофан Яковлевич
14. Абдул Кадыр Хан
15. Юлдашев, Бехзод Садыкович

## Члены-корреспонденты Национальной академии наук Казахстана (1946-2012)
1. Абсадыков, Бахыт Нарикбаевич, тех, 2012
2. Аветисян, Хосров Кургинович, тех, 1946
3. Авров, Пётр Яковлевич, геол, 1962
4. Азнабаев, Эдуард Касымович, геол, 1995
5. Айталиев, Жархан Айталиевич, геол, 1958
6. Айтбаев, Темиржан Еркасович, с.-х., 2012
7. Акушский, Израиль Яковлевич, тех, 1970
8. Аманжолов, Сарсен Аманжолович, филол, 1954
9. Аманов, Тулеубай Идрисович, физ-мат, 1972
10. Арзыкулов, Жеткерген Анесович, мед, 2012
11. Арыстанбеков, Хайдар Арыстанбекович, экон, 1962
12. Атажанова, Гаянэ Абулхакимовна, хим, 2012
13. Аханов, Какен Аханович, филол, 1975
14. Аяпов, Ускенбай Аяпович, тех, 1979
15. Абдраим, Бакытжан Жарылкасынович, юр, 2012
16. Абишев, Жанторе Нурланович, тех, 1983
17. Абишев, Медеу Ержанович, физ-мат, 2012
18. Адилов, Жексенбек Макеевич, экон, 2012
19. Азербаев, Ирдан Нигметович, хим, 1962
20. Баймаханов, Болатбек Бимендеевич, мед, 2012
21. Баймуканов, Дастанбек Асылбекович, с.-х., 2012
22. Байтанаев, Бауыржан Абишевич, ист, 2012
23. Балакаев, Маулен Балакаевич, филол, 1956
24. Бальмонт, Владимир Александрович, с.-х., 1954
25. Батищев-Тарасов, Степан Дмитриевич, геол, 1958
26. Бедарев, Сергей Алексеевич, биол, 1989
27. Безсонов, Андрей Иванович, с.-х., 1946
28. Бейсембаев, Булат Балтакаевич, тех, 1989
29. Бейсембетов, Искандер Калыбекович, экон, 2012
30. Бекмаханов, Ермухан Бекмаханович, ист, 1962
31. Бисенбаев, Амангельды Куанбаевич, биол, 2012
32. Боголюбский, Сергей Николаевич, биол, 1946
33. Бричкин, Александр Васильевич, тех, 1946
34. Бубличенко, Николай Лазаревич, геол, 1958
35. Буланов, Петр Александрович, биол, 1954
36. Беремжанов, Батырбек Ахметович, хим, 1970
37. Гецкин, Лев Соломонович, тех, 1967
38. Габбасов, Араб Махич, с.-х., 1946
39. Дахшлейгер, Григорий Фёдорович, ист, 1972
40. Дербисалин, Ануар Жаксыгалиевич, филол, 1983
41. Добрунов, Леонид Георгиевич, биол, 1954
42. Дулатбеков, Нурлан Орынбасарович, юр, 2012
43. Дюсенбаев, Исхак Такимович, филол, 1975
44. Идрисов, Азамат Тиржанович, хим, 2012
45. Еламанов, Абдирахим, с.-х., 1962
46. Елигбаева, Гульжахан Жакпаровна, хим, 2012
47. Еренов, Абдуали Еренович, юр, 1967
48. Ерзакович, Борис Гиршевич, искус, 1967
49. Ермеков, Магавья Алимханович, геол, 1983
50. Ермеков, Муслим Амирханович, с.-х., 1962
51. Ермеков, Толеген Муслимович, тех, 1994
52. Жакып, Бауыржан Омиржанулы, филол, 2012
53. Джандильдин, Нурымбек Джандильдинович, филос, 1970
54. Жетбаев, Абил Куангалиевич, физ-мат, 1994
55. Жилинский, Герман Борисович, геол, 1970
56. Жолаев, Рахмет Жангазиевич, тех, 1962
57. Джолдасбекова, Баян Умирбековна, филол, 2012
58. Зазубин, Аркадий Иванович, тех, 1983
59. Зубаков, Сергей Михайлович, тех, 1972
60. Имангазиев, Кенже, с.-х., 1962
61. Исаев, Сеилбек Мухамеджарович, филол, 1995
62. Итжанова, Хорлан Искожиевна, фарм, 2012
63. Калинин, Сергей Ксенофонтович, тех, 1972
64. Карибаев, Берекет Бакытжанович, ист, 2012
65. Ким, Енгван Инсугович, физ-мат, 1962
66. Клейнбок, Яков Исаакович, вет, 1951
67. Косов, Владимир Николаевич, физ-мат, 2012
68. Кукенов, Мадениет Каратаевич, биол, 1995
69. Кушев, Георгий Леонтьевич, геол, 1954
70. Кулпешов, Бейбут Шайыкович, физ-мат, 2012
71. Кайдарова, Диляра Радиковна, мед, 2012
72. Каипов, Дуйсен Каипович, физ-мат, 1970
73. Камзабекулы, Дихан, филол, 2012
74. Канлыбаева, Жамал Мусагалиевна, тех, 1966
75. Каракулов, Ишанбай Каракулович, мед, 1951
76. Касымжанов, Агын Хайруллович, филос, 1970
77. Кожамжарова, Дария Пернешовна, ист, 2012
78. Куанышев, Арысбай Куанышулы, экон, 1983
79. Кулажанов, Талгат Куралбекович, тех, 2012
80. Кулсариева, Актолкын Турлыхановна, филос, 2012
81. Кулибаева, Динара Нурсултановна, пед, 2012
82. Курманалиев, Каримбек Арыстанбекович, филол, 2012
83. Клышев, Лукбан Клышевич, биол, 1958
84. Лазуткин, Александр Григорьевич, тех, 1987
85. Лизунова, Евгения Васильевна, филол, 1975
86. Машанов, Акжан Жаксыбекулы, геол, 1946
87. Масенов, Тулеген Масенович, биол, 1983
88. Медоев, Георгий Цараевич, геол, 1962
89. Мусин, Алихан Чужебаевич, тех, 1958
90. Мусабаев, Гайнетдин Галиевич, филол, 1962
91. Мустафин, Габиден, филол, 1958
92. Мустафина, Асия, тех, 1972
93. Мутанов, Галимкаир Мутанович, тех, 2012
94. Мынбаев, Карим, биол, 1946
95. Наметов, Аскар Мырзахметович, вет, 2012
96. Насиев, Бейбит Насиевич, с.-х., 2012
97. Нукешев, Саяхат Оразович, тех, 2012
98. Нуркатова, Ляззат Толегеновна, соц, 2012
99. Омаров, Хылыш Бейсенович, тех, 2012
100. Онаев, Ибрагим Абылгазиевич, тех, 1972
101. Оразбаев, Базарбай Мамбетулы, физ-мат, 1967
102. Успанов, Умирбек Успанович, геол, 1962
103. Петухов, Рэм Михайлович, экон, 1967
104. Померанцев, Глеб Борисович, тех, 1975
105. Пралиев, Серик Жайлауович, пед, 2012
106. Рамазанов, Тлеккабул Сабитович, физ-мат, 2012
107. Резняков, Александр Борисович, тех, 1962
108. Росляков, Анатолий Калистратович, биол, 1951
109. Садвакасов, Гожахмет Садвакасович, филол, 1975
110. Садыбеков, Махмуд Абдысаметович, физ-мат, 2012
111. Сапа, Василий Антонович, физ-мат, 1989
112. Сатаев, Марат Исакович, тех, 2012
113. Сатпаева, Шамшиябану Канышевна, филол, 1979
114. Сейфуллин, Саид Шагимерденович, геол, 1970
115. Сейтахметова, Наталья Львовна, филос, 2012
116. Сергиев, Николай Григорьевич, геол, 1956
117. Слудский, Аркадий Александрович, биол, 1967
118. Смирнова, Нина Сергеевна, филол, 1951
119. Соколов, Михаил Александрович, тех, 1970
120. Сонгина, Ольга Альфредовна, хим, 1970
121. Стендер, Владимир Вильгельмович, тех, 1954
122. Сулейменов, Бегежан Сулейменович, ист, 1972
123. Сулейменов, Иманбек Сулейменович, с.-х., 1970
124. Сыдыков, Ерлан Батташевич, ист, 2012
125. Таткеева, Галия Галымжановна, тех, 2012
126. Тажибаева, Патшайым Тажибаевна, геол, 1967
127. Ташимов, Лесбек Ташимович, тех, 2012
128. Толыбеков, Сергали Еспембетович, экон, 1962
129. Тиреуов, Канат Маратович, экон, 2012
130. Удинцев, Григорий Николаевич, мед, 1946
131. Удольская, Надежда Львовна, биол, 1967
132. Узенбаев, Ештай Колбекеевич, с.-х., 1962
133. Умбетжанов , Даулет, физ-мат, 1994
134. Фиалков, Борис Соломонович, тех, 1989
135. Шамис, Давид Лазаревич, биол, 1958
136. Шарипканов, Ахметжан, хим, 1972
137. Шаукенова, Зарема Каукеновна, соц, после 2003
138. Шолаков, Пангерей, тех, 1983
139. Чуланов, Габдулла, экон, 1962
140. Искаков, Ахмеди Искакович, филол, 1972
141. Исмаилов, Есмагамбет Самуратович, филол, 1959

## Статистика
Около 5% академиков и 15% член-корреспондентов — женщины. 
| научная сфера ↓ | академики | академики | академики | академики | академики | академики | академики | академики | член-корреспонденты | член-корреспонденты | член-корреспонденты | член-корреспонденты | член-корреспонденты | член-корреспонденты | член-корреспонденты | член-корреспонденты | член-корреспонденты | Итого |
| --------------- | --------- | --------- | --------- | --------- | --------- | --------- | --------- | --------- | ------------------- | ------------------- | ------------------- | ------------------- | ------------------- | ------------------- | ------------------- | ------------------- | ------------------- | ----- |
| десятилетия →   | 1940-е    | 1950-е    | 1960-е    | 1970-е    | 1980-е    | 1990-е    | 2000-е    | Всего     | 1940-е              | 1950-е              | 1960-е              | 1970-е              | 1980-е              | 1990-е              | 2000-е              | 2010-е              | Всего               | Итого |
| биол            | 2         | 3         | 2         | 1         | 3         | 4         | 16        | 31        | 2                   | 5                   | 2                   |                     | 2                   | 1                   |                     | 1                   | 13                  | 44    |
| вет             |           | 1         |           |           |           |           | 2         | 3         |                     | 1                   |                     |                     |                     |                     |                     | 1                   | 2                   | 5     |
| геогр           |           | 1         |           |           |           |           | 2         | 3         |                     |                     |                     |                     |                     |                     |                     |                     |                     | 3     |
| геол            | 3         | 2         | 2         | 4         | 1         | 1         | 12        | 25        | 1                   | 5                   | 4                   | 2                   | 1                   | 1                   |                     |                     | 14                  | 39    |
| геол-петр       |           |           |           |           |           |           | 1         | 1         |                     |                     |                     |                     |                     |                     |                     |                     |                     | 1     |
| искус           | 1         |           |           |           |           |           | 1         | 2         |                     |                     | 1                   |                     |                     |                     |                     |                     | 1                   | 3     |
| ист             | 1         | 2         | 1         | 2         | 2         |           | 6         | 14        |                     |                     | 1                   | 2                   |                     |                     |                     | 4                   | 7                   | 21    |
| мед             |           | 2         | 2         | 2         | 1         | 2         | 9         | 18        | 1                   | 1                   |                     |                     |                     |                     |                     | 3                   | 5                   | 23    |
| пед             |           | 1         |           |           |           |           | 2         | 3         |                     |                     |                     |                     |                     |                     |                     | 2                   | 2                   | 5     |
| с.-х.           |           | 1         | 2         |           | 1         | 11        | 10        | 25        | 2                   | 1                   | 4                   | 1                   |                     |                     |                     | 3                   | 11                  | 36    |
| соц             |           |           |           |           |           |           |           |           |                     |                     |                     |                     |                     |                     | 1                   | 1                   | 2                   | 2     |
| тех             | 2         | 6         | 6         | 8         | 2         | 5         | 33        | 62        | 2                   | 2                   | 4                   | 8                   | 6                   | 1                   |                     | 8                   | 31                  | 93    |
| фарм            |           |           |           |           |           |           |           |           |                     |                     |                     |                     |                     |                     |                     | 1                   | 1                   | 1     |
| физ-мат         | 2         | 4         | 5         |           | 2         | 4         | 18        | 35        |                     |                     | 2                   | 2                   | 1                   | 2                   |                     | 5                   | 12                  | 47    |
| филол           | 3         | 2         | 2         | 1         | 4         | 1         | 7         | 20        |                     | 5                   | 1                   | 6                   | 1                   | 1                   |                     | 4                   | 18                  | 38    |
| филос           |           |           |           |           | 1         |           | 4         | 5         |                     |                     |                     | 2                   |                     |                     |                     | 2                   | 4                   | 9     |
| хим             |           | 1         | 4         | 1         | 5         | 3         | 7         | 21        |                     |                     | 1                   | 3                   |                     |                     |                     | 3                   | 7                   | 28    |
| экон            |           | 1         |           |           | 3         | 5         | 11        | 20        |                     |                     | 4                   |                     | 1                   |                     |                     | 3                   | 8                   | 28    |
| юр              |           |           | 1         |           | 1         | 1         | 3         | 6         |                     |                     | 1                   |                     |                     |                     |                     | 2                   | 3                   | 9     |
| Общий итог      | 14        | 27        | 27        | 19        | 26        | 37        | 144       | 294       | 8                   | 20                  | 25                  | 26                  | 12                  | 6                   | 1                   | 43                  | 141                 | 435   |